# Пясечно (Мінський повіт)
Пясечно (пол. Piaseczno) — село в Польщі, у гміні Цеґлув Мінського повіту Мазовецького воєводства.
Населення — 312 осіб (2011).
У 1975-1998 роках село належало до Седлецького воєводства.

## Демографія
Демографічна структура станом на 31 березня 2011 року:
|          | Загалом | Допрацездатний вік | Працездатний вік | Постпрацездатний вік |
| -------- | ------- | ------------------ | ---------------- | -------------------- |
| Чоловіки | 154     | 33                 | 99               | 22                   |
| Жінки    | 158     | 34                 | 89               | 35                   |
| Разом    | 312     | 67                 | 188              | 57                   |